# Список объектов всемирного наследия ЮНЕСКО на Сент-Люсии
В спи́ске объе́ктов Всеми́рного насле́дия ЮНЕ́СКО на Сент-Люси́и значится 1 наименование (на 2014 год), это составляет 0,1 % от общего числа (1248 на 2025 год).
Объектов включён в список по природным критериям. Охраняемый природный район Питон признан природным феноменом или пространством исключительной природной красоты и эстетической важности (критерий vii).
Сент-Люсия ратифицировала Конвенцию об охране всемирного культурного и природного наследия 14 октября 1991 года. Первый объект на территории Сент-Люсии был занесён в список в 2004 году на 28-й сессии Комитета всемирного наследия ЮНЕСКО.

## Список
| # | Изображение | Название                                                        | Местоположение  | Время создания | Год внесения в список | №    | Критерии  |
| - | ----------- | --------------------------------------------------------------- | --------------- | -------------- | --------------------- | ---- | --------- |
| 1 |             | Охраняемый природный район Питон (англ. Pitons Management Area) | Приход: Суфриер | —              | 2004                  | 1161 | vii, viii |